# Mühltroff
Mühltroff là một town in the Vogtlandkreis district, in the Free State of Saxony, Đức. Đô thị Mühltroff có diện tích 27,7 km², dân số thời điểm ngày 31 tháng 12 năm 2006 là 1889 người. Đô thị này có cự ly 10 km về phía đông nam Schleiz, và 16 km về phía đông bắc Plauen.